# Acacia kinionge
Acacia kinionge é uma espécie de leguminosa do gênero Acacia, pertencente à família Fabaceae.